# 1100-е годы до н. э.
1100-е (ты́сяча со́тые) го́ды до на́шей э́ры по пролептическому юлианскому календарю — промежуток времени с 1 января 1109 года до н. э. по 31 декабря 1100 года до н. э., включающий с 1109 по 1101 годы 10-го десятилетия XII века и 1100 год 1-го десятилетия XI века 2-го тысячелетия до н. э. Им предшествовали 1110-е годы до н. э., за ними следовали 1090-е годы до н. э. Они закончились 3125 лет назад.

## События
- 1104 до н. э. — Основание Кадиса, Испания.
- 1100 до н. э.
  - микенская эпоха заканчивается уничтожением этой цивилизации. Начинается крах Микенского доминирования.
  - Новое Царство в Египте подходит к концу.

## Выдающиеся люди
- Царь Давид, вождь Израиля.

## Открытия, изобретения
- Финикийцами разработан алфавит.
- В Ассирии разработан MUL.APIN, древний каталог созвездий.

## Родились
- Ди Синь, полулегендарный правитель китайского государства Шан-Инь